# Kecamatan Pembantu Cigasong
Kecamatan Pembantu Cigasong är ett distrikt i Indonesien.   Det ligger i provinsen Jawa Barat, i den västra delen av landet, 170 km öster om huvudstaden Jakarta.